# Lithosia albescens
Lithosia albescens là một loài bướm đêm thuộc phân họ Arctiinae, họ Erebidae.